# Ophiorrhiza estipulata
Ophiorrhiza estipulata är en måreväxtart som beskrevs av Theodoric Valeton. Ophiorrhiza estipulata ingår i släktet Ophiorrhiza och familjen måreväxter. Inga underarter finns listade i Catalogue of Life.